# Eníadas

Mapa de algunas de las ciudades griegas de las regiones de Etolia y Acarnania en la Antigüedad. Eníadas se ubicaba en Acarnania.

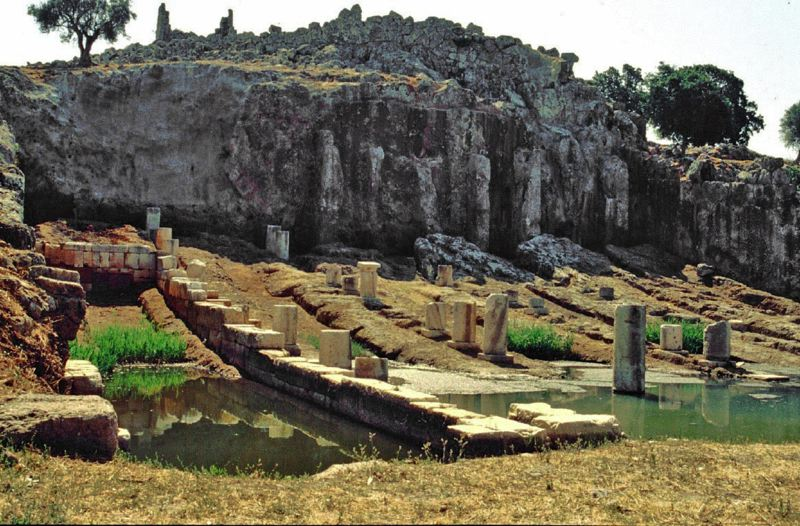
Restos de las atarazanas de la antigua Eníadas.

Eníadas o Eníade (griego Οἰνιάδαι, latín Oeniadae) fue una ciudad de Acarnania en la orilla oeste del Aqueloo, a unos 15 km de la desembocadura. Era una de las principales ciudades de Acarnania y estaba fortificada y rodeada de marismas. Su territorio se llamaba Paraqueloitis. El nombre de la ciudad derivaba del héroe etolio Eneo.
La ciudad se menciona por primera vez en 455 a. C., cuando fue atacada por los mesenios que habían sido expulsados de Mesenia por los espartanos y se habían establecido en Naupacto. Ocuparon la ciudad, pero al cabo de un año fueron expulsados por los acarnanios. En esta época la ciudad era enemiga de Atenas y ese fue uno de los motivos por los que fue atacada por los mesenios, protegidos de Atenas. Pericles la asedió en 454 a. C., pero no la pudo ocupar.
En el inicio de la guerra del Peloponeso, Eníadas también se opuso a Atenas y fue la única ciudad de Acarnania que estuvo al lado de los espartanos con la excepción de Ástaco. En 429 a. C. Formión dirigió una expedición contra las dos ciudades y Ástaco fue conquistada, pero no siguió hacia Eníadas porque ya era invierno y la ciudad estaba protegida por las marismas. En 428 a. C. fue atacada por Asopio, hijo de Formión, y su territorio arrasado, pero la ciudad no fue ocupada; en 424 a. C. Demóstenes, con la ayuda de otras ciudades de Acarnania, finalmente obligó a Eníadas a entrar en la Liga de Delos.
Después fue una ciudad más de Grecia y en el siglo III a. C. estuvo bajo dominio de la Liga Etolia, que envió al exilio a sus habitantes, en tiempos de Alejandro Magno. Permaneció bajo dominio de la liga hasta 219 a. C., en que pasó a Filipo V de Macedonia.
En 211 a. C., la ciudad y la vecina Nasos fueron conquistadas por los romanos dirigidos por Marco Valerio Levino, y devuelta a la Liga Etolia, aliada de los romanos. En 189 a. C., en el tratado de paz entre Roma y la Liga, la ciudad fue restituida a Acarnania.
Estrabón menciona que en su tiempo se conocía una antigua Eníadas (la cual debió existir con anterioridad al siglo V a. C. y de la que no se conocen acontecimientos históricos) que estaba deshabitada a medio camino entre Estrato y el mar, mientras la Eníadas habitada estaba a orillas del río Aqueloo, a setenta estadios de su desembocadura.
Corresponde a la moderna Tríkardho; las marismas se llaman Lesini o Katokhi y tienen un lago principal que es el antiguo Mélite, que medía 5,5 km por 3,7. Quedan ruinas interesantes.